# Memoriał Zbigniewa Raniszewskiego 1968

## Memoriał Zbigniewa Raniszewskiego 1968
XII Memoriał Zbigniewa Raniszewskiego odbył się 29.08.1968 w Bydgoszczy. Zwyciężył Henryk Glücklich.

## Wyniki
- 29 sierpnia 1968, na stadionie w Bydgoszczy

| Msc. | Zawodnik            | Klub              | Pkt |           |  |
| ---- | ------------------- | ----------------- | --- | --------- |  |
| 1    | Henryk Glücklich    | Polonia Bydgoszcz | 12  | (3,3,3,3) |  |
| 2    | Igor Plechanow      | ZSRR              | 10  | (1,3,3,3) |  |
| 3    | Jerzy Kowalski      | Unia Leszno       | 8   | (3,3,2,u) |  |
| 4    | Stanisław Kasa      | Polonia Bydgoszcz | 7   | (2,w,3,2) |  |
| 5    | Mieczysław Połukard | Polonia Bydgoszcz | 7   | (2,2,1,2) |  |
| 6    | Zbigniew Jąder      | Unia Leszno       | 7   | (2,2,2,1) |  |
| 7    | Rajmund Świtała     | Polonia Bydgoszcz | 5   | (0,0,3,2) |  |
| 8    | Zbigniew Podlecki   | Wybrzeże Gdańsk   | 5   | (3,1,1)   |  |
| 9    | Giennadij Kurilenko | ZSRR              | 4   | (1,3,0,d) |  |
| 10   | Henryk Żyto         | Wybrzeże Gdańsk   | 4   | (1,2,1,d) |  |
| 11   | Andrzej Koselski    | Polonia Bydgoszcz | 2   | (0,2,0)   |  |
| 12   | Zygmunt Pytko       | Unia Tarnów       | 2   | (1,0,0,1) |  |
| 13   | Jerzy Dobrzański    | Polonia Bydgoszcz | 1   | (1)       |  |
| 14   | Andrzej Tanaś       | Unia Tarnów       | 0   | (0,0,0,0) |  |
| 15   | Benedykt Kosek      | Polonia Bydgoszcz | 0   | (0)       |  |

Sędzia: Eryk Werner